# Lista dos 100 jogadores da MLB que mais atingiram rebatedores com bola

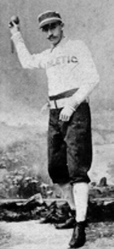
Gus Weyhing tem a honra duvidosa de ser o jogador que mais acertou rebatedores com bola, com 277 vezes

Esta é a lista dos 100 arremessadores da Major League Baseball que mais atingiram rebatedores com bola (Hit by pitch) em todos os tempos.

## Campo
| Rank              | Posição entre os líderes. Um campo em branco indica um empate. |
| Jogador (2016 HB) | Número de jogadores atingidos durante a temporada de 2016.     |
| HB                | Total de jogadores atingidos.                                  |
| *                 | Denotes elected to National Baseball Hall of Fame.             |
| Negrito           | Denota jogador ativo.                                          |

## Lista

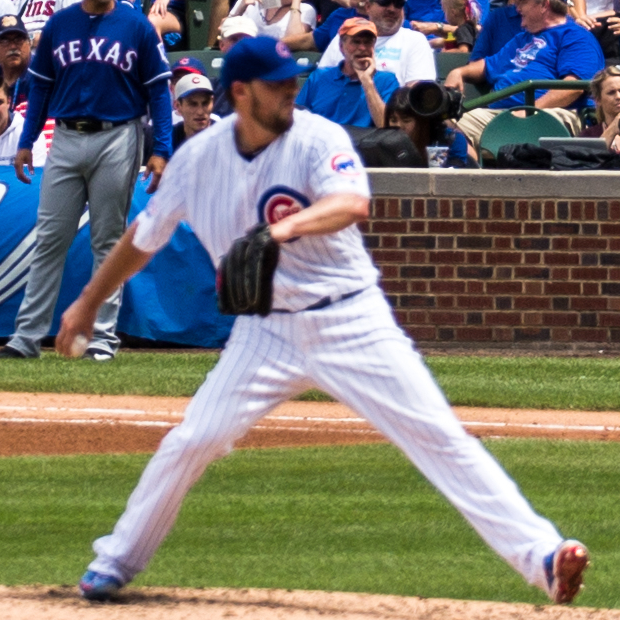
John Lackey, o líder em ativiade e empatado em 51º em todos os tempos.

| Posição | Jogador (2016 HB) | HB  |
| ------- | ----------------- | --- |
| 1       | Gus Weyhing       | 277 |
| 2       | Chick Fraser      | 219 |
| 3       | Pink Hawley       | 210 |
| 4       | Walter Johnson *  | 205 |
| 5       | Randy Johnson *   | 190 |
|         | Eddie Plank *     | 190 |
| 7       | Tim Wakefield     | 186 |
| 8       | Tony Mullane      | 185 |
| 9       | Joe McGinnity *   | 179 |
| 10      | Charlie Hough     | 174 |
| 11      | Clark Griffith *  | 171 |
| 12      | Cy Young *        | 161 |
| 13      | Jim Bunning *     | 160 |
| 14      | Roger Clemens     | 159 |
| 15      | Nolan Ryan *      | 158 |
| 16      | Vic Willis *      | 156 |
| 17      | Bert Blyleven *   | 155 |
|         | Jamey Wright      | 155 |
| 19      | Don Drysdale *    | 154 |
| 20      | Bert Cunningham   | 148 |
|         | Adonis Terry      | 148 |
| 22      | Silver King       | 146 |
|         | Jamie Moyer       | 146 |
| 24      | Win Mercer        | 144 |
| 25      | A. J. Burnett     | 143 |
| 26      | Frank Foreman     | 142 |
| 27      | Ed Doheny         | 141 |
|         | Pedro Martínez *  | 141 |
| 29      | Kevin Brown       | 139 |
|         | Red Ehret         | 139 |
| 31      | Chan Ho Park      | 138 |
| 32      | Howard Ehmke      | 137 |
|         | Greg Maddux *     | 137 |
| 34      | Phil Knell        | 136 |
| 35      | Matt Kilroy       | 131 |
| 36      | George Mullin     | 130 |
|         | Jesse Tannehill   | 130 |
| 38      | Kid Nichols *     | 129 |
|         | Dave Stieb        | 129 |
|         | Frank Tanana      | 129 |
| 41      | Kenny Rogers      | 127 |
| 42      | Jack Taylor       | 126 |
| 43      | Kid Carsey        | 125 |
|         | Willie Sudhoff    | 125 |
| 45      | Tim Hudson        | 124 |
|         | Jeff Weaver       | 124 |
| 47      | Mark Baldwin      | 123 |
|         | Phil Niekro *     | 123 |
| 49      | Jim Kaat          | 122 |
|         | Dennis Martínez   | 122 |

| Rank | Player (2016 HB)    | HB  |
| ---- | ------------------- | --- |
| 51   | Hooks Dauss         | 121 |
|      | John Lackey (9)     | 121 |
| 53   | Jack Powell         | 120 |
|      | Doc White           | 120 |
| 55   | Orel Hershiser      | 117 |
|      | Darryl Kile         | 117 |
|      | Al Leiter           | 117 |
| 58   | Rube Waddell *      | 115 |
| 59   | Jack Warhop         | 114 |
| 60   | Ice Box Chamberlain | 113 |
|      | Jack Chesbro *      | 113 |
|      | Red Donahue         | 113 |
|      | George Uhle         | 113 |
| 64   | Amos Rusie *        | 112 |
|      | Aaron Sele          | 112 |
| 66   | Pedro Astacio       | 111 |
| 67   | Vicente Padilla     | 109 |
| 68   | Gaylord Perry *     | 108 |
|      | Billy Rhines        | 108 |
| 70   | Ed Reulbach         | 107 |
| 71   | David Cone          | 106 |
|      | Earl Moore          | 106 |
| 73   | Jim Lonborg         | 105 |
|      | Jeff Pfeffer        | 105 |
|      | Ed Willett          | 105 |
| 76   | Barney Pelty        | 104 |
|      | CC Sabathia (9)     | 104 |
| 78   | Bronson Arroyo      | 103 |
|      | Scott Erickson      | 103 |
|      | Red Faber *         | 103 |
|      | Randy Wolf          | 103 |
| 82   | Chief Bender *      | 102 |
|      | Bob Gibson *        | 102 |
|      | Tom Hughes          | 102 |
|      | Carlos Zambrano     | 102 |
| 86   | Frank Dwyer         | 101 |
|      | Burleigh Grimes *   | 101 |
|      | Earl Whitehill      | 101 |
| 89   | Wilbur Cooper       | 100 |
| 90   | Bob Caruthers       | 99  |
|      | Jack Stivetts       | 99  |
|      | Kerry Wood          | 99  |
| 93   | Jack Billingham     | 98  |
|      | Don Cardwell        | 98  |
|      | Tommy John          | 98  |
|      | Tim Keefe *         | 98  |
| 97   | Harry Howell        | 97  |
|      | Frank Lary          | 97  |
|      | Barry Zito          | 97  |
| 100  | Harry McIntire      | 96  |
|      | Darren Oliver       | 96  |
|      | Togie Pittinger     | 96  |
|      | Julián Tavárez      | 96  |

* Estatística atualizadas até o fim da temporada de 2016.

## Próximos jogadores ativos com números relevantes
- Justin Masterson (93)
- Ervin Santana (92)
- Johnny Cueto  (91)
- Jeremy Guthrie (88)